# Sekundär-Neutralteilchen-Massenspektrometrie
Sekundär-Neutralteilchen-Massenspektrometrie (SNMS) ist ein Analyseverfahren der Oberflächenphysik/Oberflächenchemie und gehört wie der Sekundärionen-Massenspektrometrie (SIMS), der Rutherford Backscattering Spectrometry (RBS) und der niederenergetischen Ionenstreuspektroskopie (LEIS) zu den Ionenstrahltechniken.

## Funktionsweise
Bei der SNMS wird die Probe mit Primärionen atomarer Art (O+, Cs+, Ga+, Ar+) oder Clusterionen (SF5+, Au3+, Bi3+) mit einer Energie von 0,2 bis 25 keV beschossen. Durch diesen Beschuss werden Teilchen aus der Probe herausgelöst, vgl. Sputtern. Dabei handelt es sich überwiegend um neutrale, aber auch positiv und negativ geladene Teilchen. Im Gegensatz zu SIMS werden bei SNMS die Neutralteilchen untersucht. Um deren Masse und Anzahl massenspektrometrisch bestimmen zu können, werden die Neutralteilchen, nachdem sie die Probe verlassen haben, entweder in einem Niederdruckplasma durch Elektronenstoß oder durch intensives Laserlicht nachionisiert.

## Vor- und Nachteile
Das Verfahren besitzt eine hohe Nachweisempfindlichkeit im ppm-Bereich, was eine geringe Beschussintensität erlaubt. Dadurch kann auch eine sehr hohe Tiefenauflösung erzielt werden. Außerdem können auch nichtleitende Proben untersucht werden.
SNMS hat gegenüber SIMS den Vorteil, dass über 90 % des gesputterten Materials benutzt wird und dadurch störende Matrixeffekte der Ausbeute nahezu nicht auftreten. Negativ für die Quantifizierung ist die starke Variation der Ionisierungswahrscheinlichkeit unterschiedlicher Atome und Cluster.
SNMS unter Verwendung von Laserionisation erlaubt auch eine hohe laterale Auflösung, während die Niederdruckplasmavariante dies nicht leisten kann.